# Monstercat
Monstercat, eller Monstercat Media är ett kanadensiskt skivbolag grundat 2011 som främst ger ut elektronisk musik, bland annat inom Dubstep, House, Drum and Bass, Electro och Trance.

## Exempel på utgivna artister
- Aero Chord
- Infected Mushroom
- Timmy Trumpet